# 戸田市立新曽中学校
戸田市立新曽中学校（とだしりつ にいぞちゅうがっこう）は、埼玉県戸田市新曽にある公立中学校。

## 概要
1978年（昭和53年）設立。生徒の間などでは「曽中（ぞっちゅう）」と呼ばれることがある。
在校生の大半を新曽小学校、新曽北小学校、芦原小学校、戸田第一小学校 笹目小学校の卒業生が占める。校歌は宮澤章二が作詞、小出浩平が作曲。

## 沿革
- 1978年4月1日 - 市内5校目の中学校として設立。
- 1978年11月4日 - 開校。
- 1997年 - 制服・体育着(ジャージ)を一新。
- 2011年 - 東側校舎完成。
- 2020年 - 北側校舎完成。

## 教育方針
- 学校教育目標
  - 意欲的に学ぶ生徒
  - 心豊かな生徒
  - 健康でたくましい生徒

## 学校施設

### 校舎教室
- 管理室
  - 事務室
  - 校長室
  - 職員室
  - 保健室

- 特別室
  - 金工室
  - 図書室
  - 調理室
  - パソコン室
  - 理科室(第一、第二、第三)
  - 被服室
  - 音楽室(第一、第二)
  - 美術室(第一、第二)
  - 教材室
  - 相談室

- 普通教室

26教室
- その他
  - 体育館(第一、第二)
  - 複合体育館（1階：武道場、2階：プール）(第二体育館)
  - 更衣室
  - 印刷室
  - 放送室

### 面積
- 校地面積

21,497m2
- 延床面積

7,429m2(うち緑地面積:659m2)
- 延建築面積

2,844m2

## 学校行事
| - 4月 - 入学式（1学年） - 始業式（2・3学年） - 離任式 - 1年生仮入部 - 5月 - 修学旅行（3学年） - 中間試験 | - 7月 - 期末試験 - 職場体験学習「3 DAYS」（2学年） - 終業式 - 8月 - 始業式 - 9月 - 体育祭 | - 10月 - 合唱祭 - 中間試験 - 11月 - 開校記念日 - 期末試験 - 12月 - 終業式 | - 1月 - 始業式 - 2月 - スキー教室（1学年） - 期末試験（3学年） - 3月 - 期末試験（1・2学年） - 卒業式（3学年） - 修了式（1・2学年） |

## 部活動

### 運動部
- 野球部
- サッカー部
- バスケットボール部
- バレーボール部
- バドミントン部
- ソフトテニス部
- 卓球部
- 剣道部
- 体操部
- 陸上部
- 水泳

### 文化部
- 吹奏楽部
- 美術部
- 文芸部 - 主にパソコンを用いた活動を行う。
- 科学部
- 家庭科部
- 生物育成研究部（2014年度新設）

## 委員会活動
- 生徒会
- 学級委員会
- 美化委員会
- 放送委員会 - 朝、昼の放送や体育祭の実況を担当している。
- 給食委員会
- 体育委員会
- 保健委員会
- 図書委員会
- 生活委員会

## 通学区域
- 戸田市
  - 下笹目全域
  - 新曽全域
  - 新曽南全域
  - 氷川町全域
  - 上戸田（大字）

## 学区内の主な施設
- 戸田市スポーツセンター
- 戸田市立図書館
- 戸田市立郷土博物館
- 戸田市立新曽小学校
- 戸田市立新曽北小学校
- 戸田市立芦原小学校
- 埼玉県立戸田翔陽高等学校
- 戸田駅
- 北戸田駅

## 交通
- 東日本旅客鉄道（JR東日本）埼京線戸田駅から徒歩10分

## 出身者
- 岸里奈 - 体操選手
- 美濃部ゆう - 体操選手